# Церковь Святого Антония Падуанского (Стамбул)
Церковь Святого Антония Падуанского — католическая базилика в городе Стамбул, Турецкая Республика. Расположена в европейской части города, в районе Бейоглу по адресу улица Истикляль, 171.
Монахи ордена францисканцев появились в Стамбуле ещё в XIII веке. Первая церковь, посвящённая святому Франциску, основателю ордена, была построена в районе Галаты в 1230 году. Церковь святого Франциска была одним из немногих каменных зданий, уцелевших в огне пожара 1696 года; однако после пожара по велению турецкого султана Мустафы II её отобрали у францисканцев и перестроили в мечеть. К 1724 году итальянская община построила новую церковь, посвящённую святому Антонию Падуанскому. Этой церкви было суждено простоять 180 лет, в 1904 году её снесут, как мешающую прокладке трамвайных рельсов. Турецкие власти выделяют участок неподалёку, и 23 августа 1906 года закладывается первый камень в основание второй церкви святого Антония.
Храм в венецианском неоготическом стиле по проекту итальянского архитектора Джулио Монджери, построившего в Стамбуле на рубеже веков множество красивых зданий, был открыт 15 февраля 1912 года. Одновременно на участке были построены два пятиэтажных здания, гармонирующих по стилю с церковью, — так, что церковь оказалась внутри обширного двора. Доход от их строительства пополнил средства на постройку нового храма. Для того, чтобы попасть к церкви с улицы Истикляль, нужно пройти между этими домами через элегантную арку со стрельчатыми сводами.
В 1932 году папа Пий XI возвёл церковь, ставшую самой большой католической церковью Стамбула, в ранг малой базилики. В этом же году в церкви святого Антония первый раз проповедовал Анджело Джузеппе Ронкалли, будущий римский папа Иоанн XXIII. В должности папского нунция в Турции, он в течение 10 лет отправлял здесь службы. Об этом напоминает статуя Иоанна XXIII, установленная перед фасадом храма. В 1967 году в ходе визита в Турцию свою первую мессу здесь служил папа Павел VI.
Прямоугольное здание размером 20 х 50 метров построено из красного кирпича. На фасаде церкви — небольшие башенки и три крупных окна-розетки с витражами, порталы украшены мозаикой.
В интерьере церкви внимание привлекают потолочные фрески со сценами из Священного писания, стены декорированы мозаичной плиткой.

## Галерея

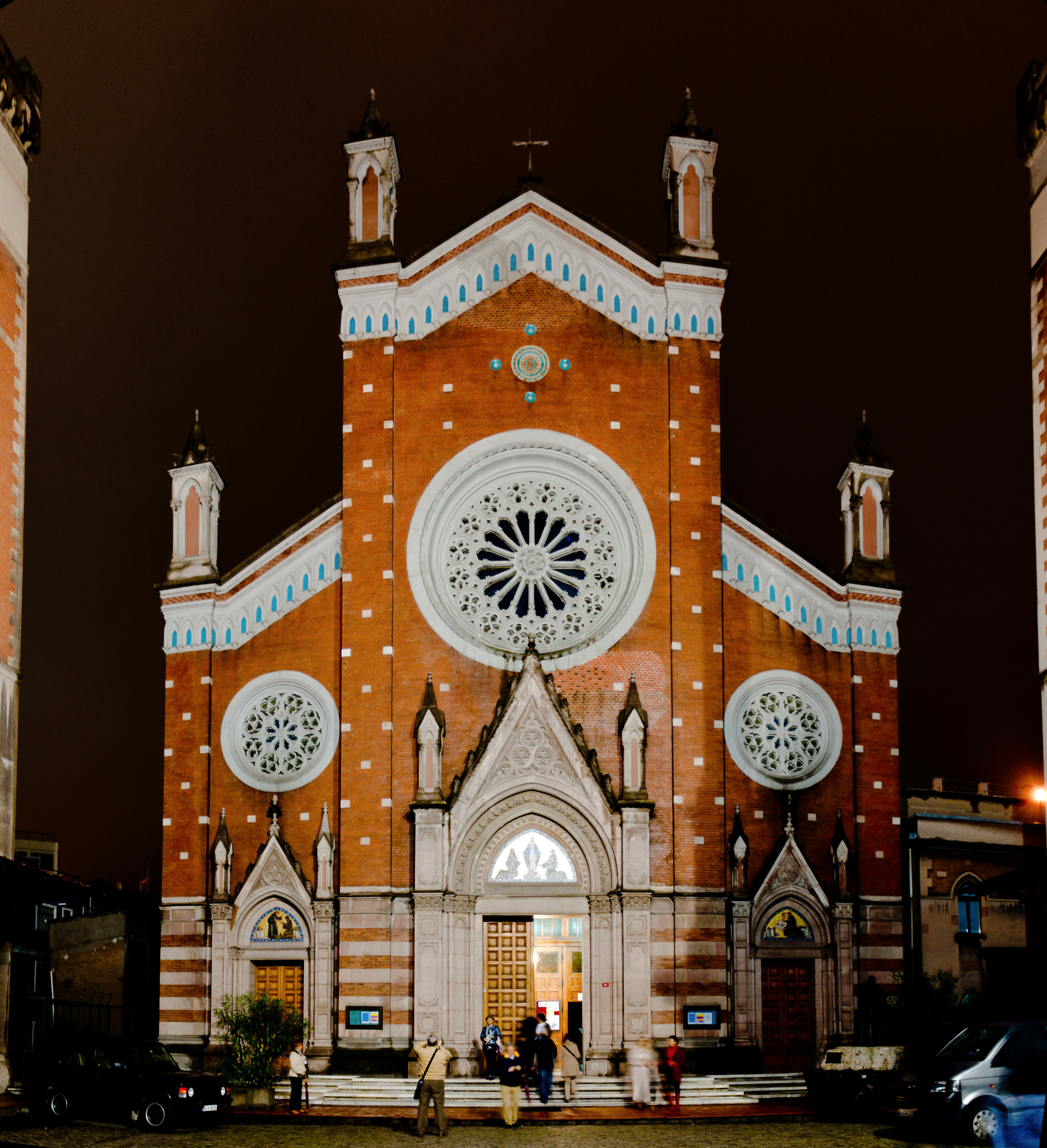
Церковь ночью
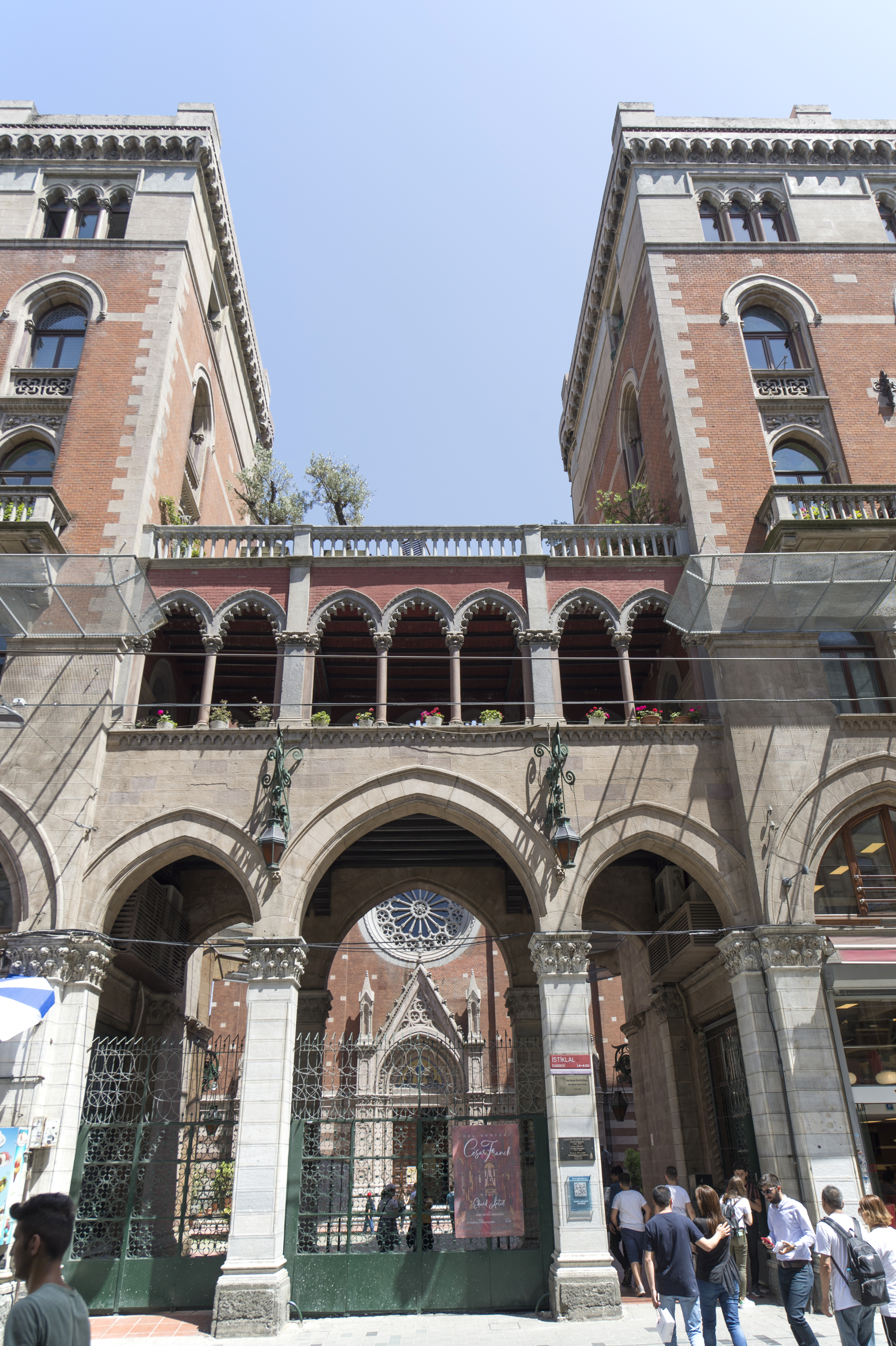
Вид через арку
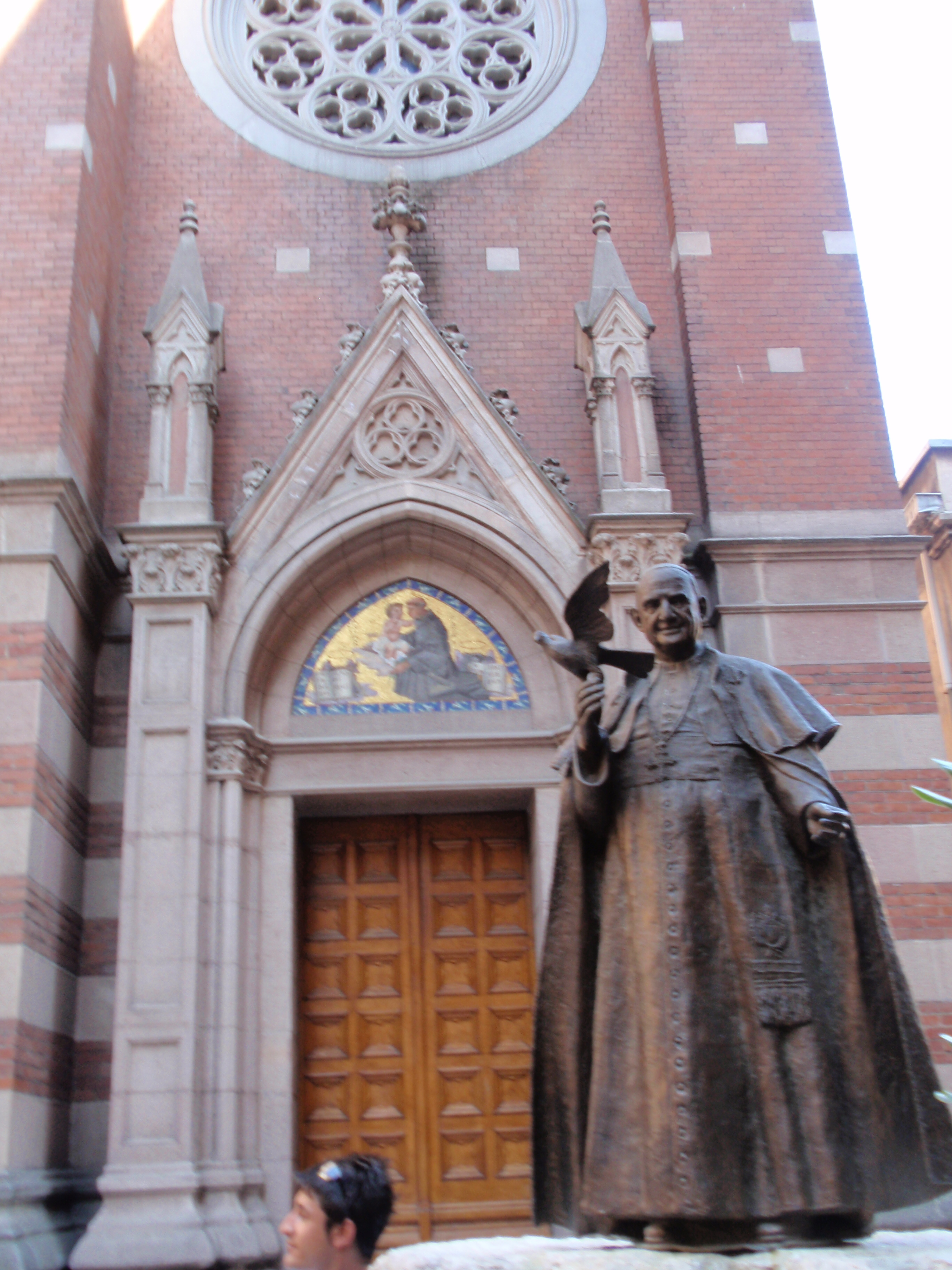
Статуя папы Иоанна XXIII
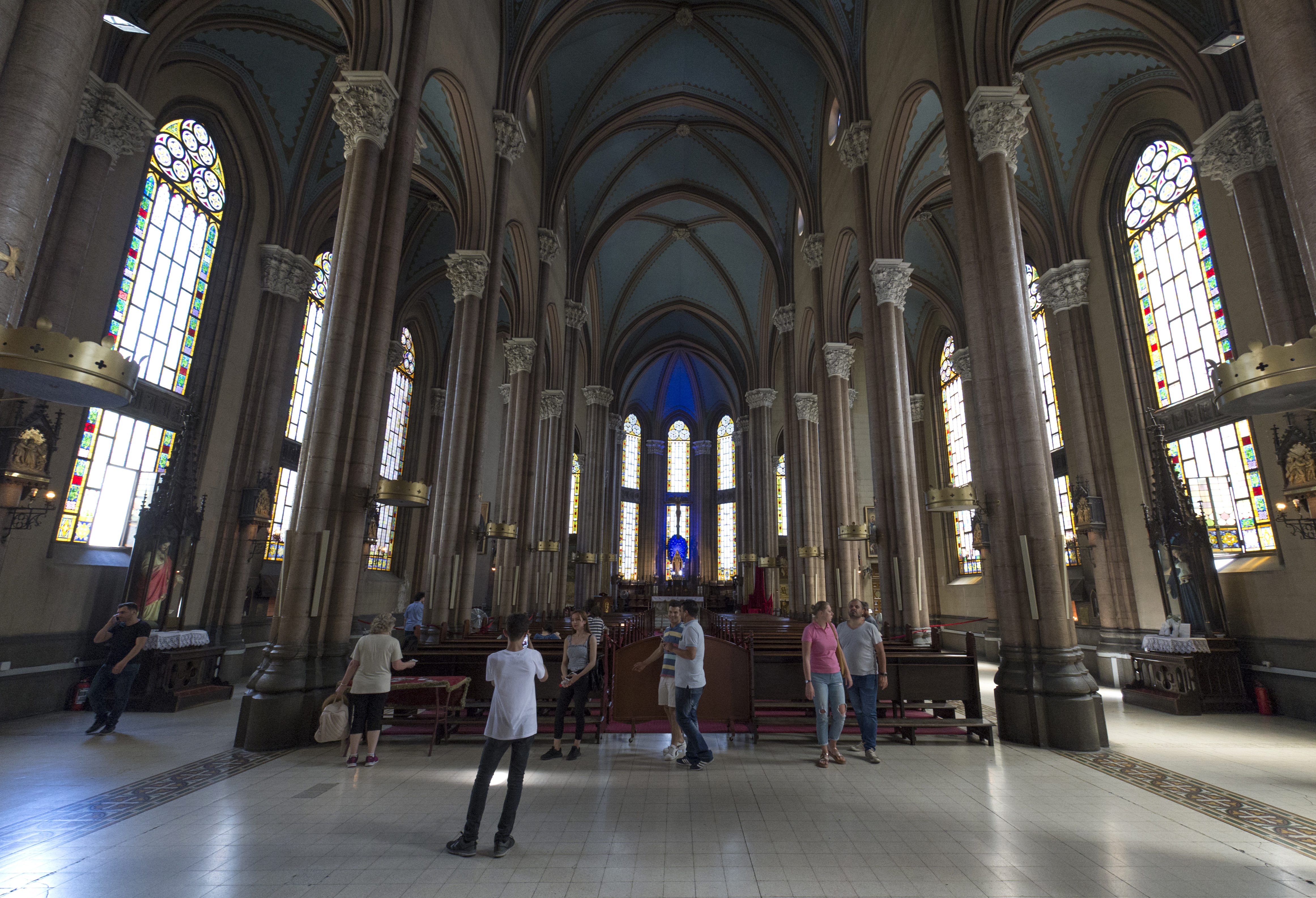
Интерьер
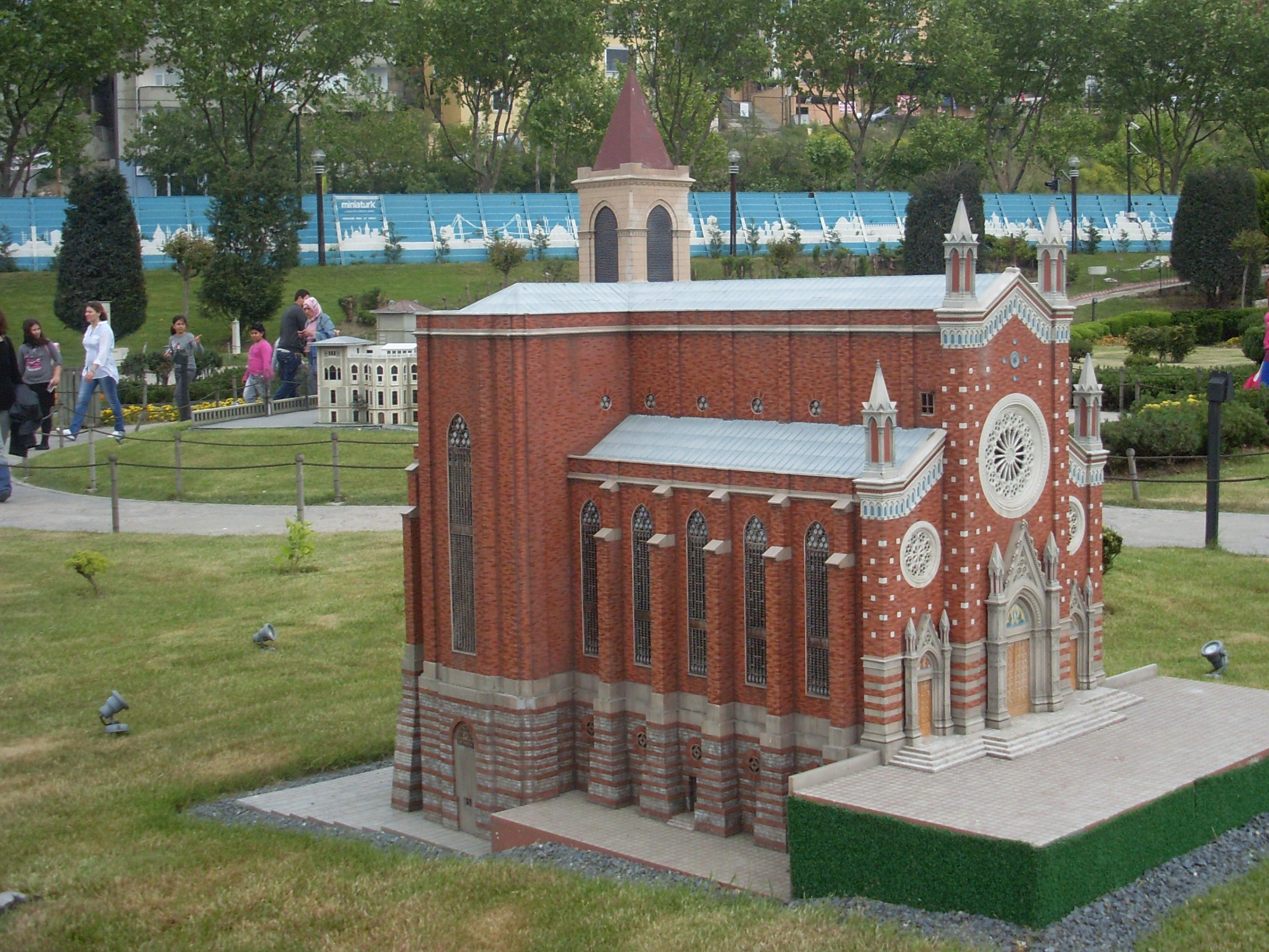
Макет церкви в парке «Миниатюрк»
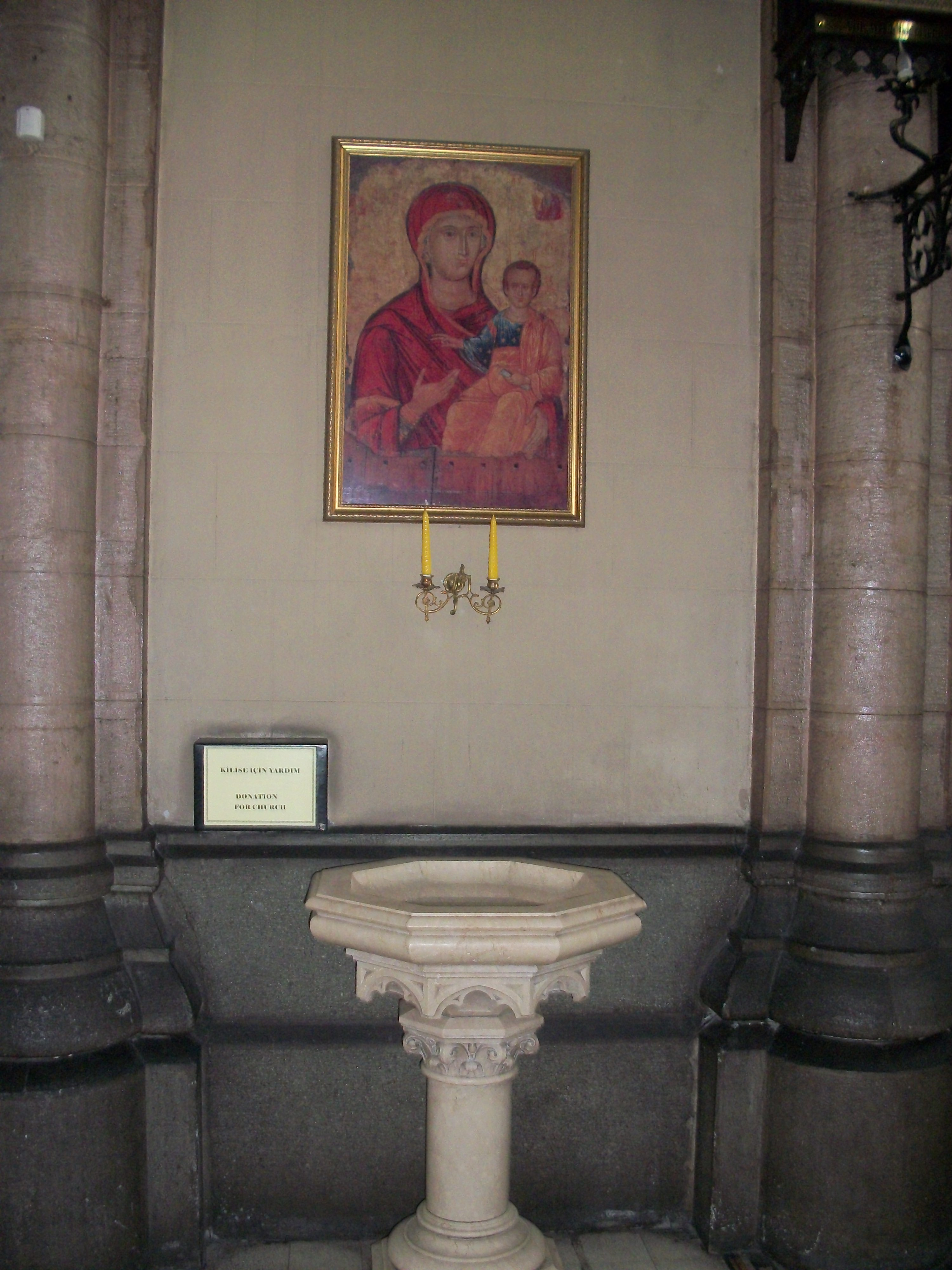
Богородица
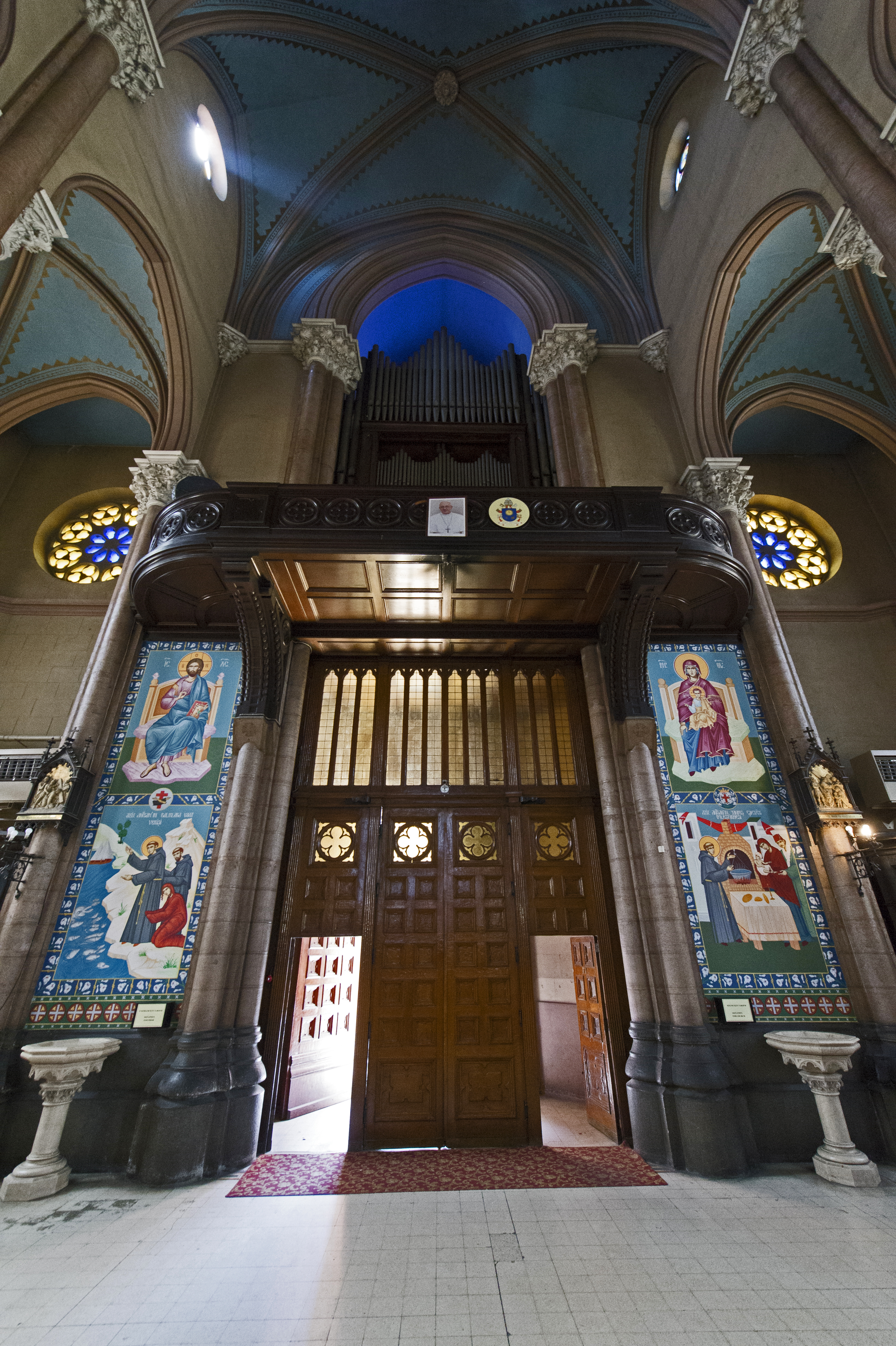
Орган над входом